# Zagat

Zagat Survey, ou simplement Zagat, est un guide gastronomique et touristique créé par Tim et Nina Zagat en 1979. et acquis par Google en 2011. C'est le guide Michelin d'outre-Atlantique. 

## Histoire
Pour leur premier guide uniquement gastronomique, qui couvre New York, les Zagat ont sondé leurs amis et corrélé les notes qu'ils attribuaient à des restaurants. En 2005, le Zagat Survey comptait 70 villes, avec des critiques basées sur près de 250 000 clients.
En plus des restaurants, les guides Zagat ont par la suite inclus les hôtels, le shopping, les boîtes de nuit, les zoos, la musique, les films, les théâtres, les terrains de golf et les compagnies aériennes.
En 2011, Google annonce le rachat de Zagat qui l'intègre à Google + Local à partir d'avril 2012, le rendant ainsi disponible gratuitement.
En 2018, le guide est revendu à The Infatuation (en).